# Caenolestes
Caenolestes  is een geslacht van buideldieren uit de familie der opossummuizen (Caenolestidae). De wetenschappelijke naam van het geslacht werd in 1895 gepubliceerd door Oldfield Thomas.

## Soorten
Er worden vijf soorten in dit geslacht geplaatst:
- Caenolestes caniventer (Anthony, 1921)
- Caenolestes condorensis (Albuja and Patterson, 1996)
- Caenolestes convelatus (Anthony, 1924)
- Caenolestes fuliginosus (Tomes, 1863) – Ecuadoropossummuis
- Caenolestes sangay (Ojala-Barbour et al., 2013)